# 科爾勒采爾鄉
44°24′N 22°56′E / 44.400°N 22.933°E
科爾勒采爾鄉（羅馬尼亞語：Comuna Corlățel, Mehedinți），是羅馬尼亞的鄉份，位於該國西南部，由梅赫丁茨縣負責管轄，面積47平方公里，海拔高度162米，2007年人口1,499，人口密度每平方公里32人。